# Rhys Carpenter

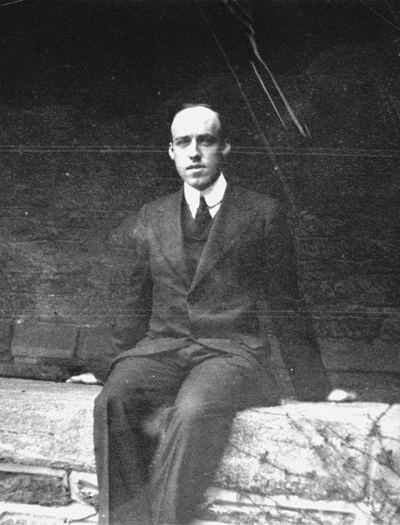
Rhys Carpenter

Rhys Carpenter (5 de agosto de 1889 - 2 de janeiro de 1980) foi um historiador de arte clássica norte-americano e professor do Bryn Mawr College.
Carpenter não era um estudioso convencional. Ele analisou a arte grega do ponto de vista da produção e comportamento artístico. Ele defendeu a datação do alfabeto grego no século VIII a.C.

## Início da vida e carreira
Carpenter nasceu em Cotuit, Massachusetts, em 1889. Ele recebeu seu B.A. em Clássicos da Universidade de Columbia em 1909. Carpenter ganhou uma bolsa Rhodes na Universidade de Oxford, estudando no Balliol College. Lá ele publicou sua própria poesia e ganhou um segundo BA (1911), atualizado para um Master of Arts em 1914.
Ele passou o ano de 1912–13 na Escola Americana de Estudos Clássicos em Atenas. A presidente do Bryn Mawr College, Martha Carey Thomas (1857–1935) convidou Carpenter para estabelecer um departamento de arqueologia clássica no colégio, o que ele fez enquanto concluía seu próprio trabalho de pós-graduação na Universidade de Columbia; ele completou seu Ph.D. em 1916 com uma dissertação sobre A Ética de Eurípides.
Em 1918 ele já era professor titular em Bryn Mawr. Em 1918, Carpenter casou-se com Eleanor Houston Hill. Em 1926, Carpenter tornou-se professor da Escola Americana de Estudos Clássicos em Atenas e estabeleceu o jornal da escola, Hesperia, em 1932. Ele também foi fundamental no planejamento das escavações americanas da ágora em Atenas. Ele voltou a lecionar no Bryn Mawr College e também proferiu as Martin Classical Lectures no Oberlin College , publicadas como The Humanistic Value of Archaeology (1933). Ele proferiu as palestras Sather em 1946 sobre "conto popular, ficção e saga nos épicos homéricos".

## Morte
Ele morreu em Devon, Pensilvânia, em 1980.

## Legado
O Bryn Mawr College dedicou sua biblioteca de arqueologia recém-construída em nome e memória de Carpenter em 1997.

## Publicações
- [bibliografia até 1969]:  Hesperia 38 no. 2 (1969): 123–132.
- Greek Sculpture: a Critical Review. Chicago: University of Chicago Press, 1960.
- and Ackerman, James. Art and Archaeology. Nova York: Prentice Hall, 1963.
- Humanistic Value of Archaeology. Cambridge, MA: Harvard University Press, 1933.
- The Esthetic Basis of the Greek Art of the Fifth and Fourth Centuries B.C.. New York:  Longmans, Green and Co., 1921, 2a. ed.: Bloomington, IN: Indiana University Press, 1959.
- Ancient Corinth: a guide to the excavations. Atenas: Héstia, 1936.
- Art; a Bryn Mawr Symposium. Bryn Mawr, PA: Bryn Mawr College, 1940.
- Discontinuity in Greek Civilization. Cambridge: Cambridge University Press, 1966.
- Folk Tale: Fiction and Saga in the Homeric Epics. Berkeley: University of California Press, 1946.
- The Greeks in Spain. Nova York:  Longmans, Green and Co., 1925.
- Historical Aspects of the Fine Arts: Addresses by Rhys Carpenter [e outros]. Oberlin, OH: Oberlin College, 1938.
- The Sun-Thief, and Other Poems. Londres:  H. Milford, 1914.